# Campeonato de Fútbol de Costa Rica 2006-2007
La temporada 2006-07 de la Primera División de Costa Rica, fue la edición 88.ª del torneo de liga de fútbol de dicho país, iniciando en agosto de 2006 y finalizando en mayo de 2007.
El Deportivo Saprissa se coronó campeón automáticamente de su título número «25» sin necesidad de final nacional, esto tras haber superado a Alajuelense en las finales de los certámenes de Apertura y Clausura. Por otra parte, el ascendido fue el conjunto de San Carlos.
Se trató del último torneo en el que se dividía en dos competencias para definir a un único campeón de temporada.

## Sistema de competición
El torneo de la Primera División está conformado en dos partes:
- Fase de clasificación: Se integra por las 16 jornadas del torneo.
- Fase final: Se integra por los cuartos de final, semifinales y final.

### Fase de clasificación
En la fase de clasificación se observará el sistema de puntos. La ubicación en la tabla general está sujeta a lo siguiente:
- Por juego ganado se obtendrán tres puntos.
- Por juego empatado se obtendrá un punto.
- Por juego perdido no se otorgan puntos.

En esta fase participan los 12 clubes de la Primera División jugando en dos grupos A y B durante las 16 jornadas respectivas.
El orden de los clubes al final de la fase de calificación del torneo corresponderá a la suma de los puntos obtenidos por cada uno de ellos y se presentará en forma descendente. Si al finalizar las 16 jornadas del torneo, dos o más clubes estuviesen empatados en puntos, su posición en la tabla general será determinada atendiendo a los siguientes criterios de desempate:
1. Mayor diferencia positiva general de goles. Este resultado se obtiene mediante la sumatoria de los goles anotados a todos los rivales, en cada campeonato menos los goles recibidos de estos.
2. Mayor cantidad de goles a favor, anotados a todos los rivales dentro de la misma competencia.
3. Mejor puntuación particular que hayan conseguido en las confrontaciones particulares entre ellos mismos.
4. Mayor diferencia positiva particular de goles, la cual se obtiene sumando los goles de los equipos empatados y restándole los goles recibidos.
5. Mayor cantidad de goles a favor que hayan conseguido en las confrontaciones entre ellos mismos.
6. Como última alternativa, la UNAFUT realizaría un sorteo para el desempate.

### Fase final
Los ocho clubes calificados para esta fase del torneo serán reubicados de acuerdo con el lugar que ocupen en la tabla general al término de la jornada 16, con el puesto del número uno al club mejor clasificado, y así hasta el cuarto por cada grupo. Los partidos a esta fase se desarrollan a visita recíproca, en las siguientes etapas:
- Cuartos de final
- Semifinales
- Final

## Información de los equipos
| Equipo             | Entrenador          | Ciudad                  | Estadio           | Capacidad | Fundación       |
| ------------------ | ------------------- | ----------------------- | ----------------- | --------- | --------------- |
| A. D. Carmelita    | Juan Luis Hernández | Santa Bárbara, Heredia  | Carlos Alvarado   | 2 000     | 1948 (58 años)  |
| A. D. San Carlos   | Vinicio Alvarado    | San Carlos, Alajuela    | Carlos Ugalde     | 5 600     | 1965 (42 años)  |
| A. D. Santacruceña | José Ramón Vecinos  | Santa Cruz, Guanacaste  | Cacique Diriá     | 1 500     | 2003 (3 años)   |
| Brujas F. C.       | Carlos Restrepo     | San José                | Nacional          | 25 100    | 2004 (3 años)   |
| C. S. Cartaginés   | Ronald Mora         | Cartago                 | "Fello" Meza      | 13 500    | 1906 (100 años) |
| C. S. Herediano    | Javier Delgado      | Heredia                 | Rosabal Cordero   | 8 721     | 1921 (85 años)  |
| Deportivo Saprissa | Jeaustin Campos     | Tibás, San José         | Ricardo Saprissa  | 23 112    | 1961 (71 años)  |
| L. D. Alajuelense  | Álvaro Solano       | Alajuela                | Morera Soto       | 17 895    | 1919 (87 años)  |
| Liberia            | Cristian González   | Liberia, Guanacaste     | Edgardo Baltodano | 5 797     | 1977 (29 años)  |
| Pérez Zeledón      | Johnny Chaves       | Pérez Zeledón, San José | Pérez Zeledón     | 6 100     | 1991 (15 años)  |
| Puntarenas F. C.   | Luis Diego Arnáez   | Puntarenas              | "Lito" Pérez      | 4 105     | 2004 (2 años)   |
| Santos de Guápiles | Milton Morales      | Guápiles, Limón         | Ebal Rodríguez    | 4 500     | 1961 (45 años)  |

### Cambios de entrenadores

#### Apertura
| Equipo             | Entrenador (jornadas)                                                        |
| ------------------ | ---------------------------------------------------------------------------- |
| A. D. Carmelita    | Juan Carlos Arguedas (1-16)                                                  |
| A. D. San Carlos   | Hernán Fernando Sosa (1 - Cuartos vuelta)                                    |
| A. D. Santacruceña | Alejandro Larrea (1-11) Henry Villafuerte (12-16)                            |
| C. S. Herediano    | Carlos Watson (1 - Cuartos vuelta)                                           |
| Deportivo Saprissa | Hernán Medford (1-14) Jeaustin Campos (15 - Final vuelta)                    |
| L. D. Alajuelense  | José Eugenio Hernández (1 - Final vuelta)                                    |
| Liberia            | Juan Diego Quesada (1-7) Cristian González (8) Luis Fernández Texeira (9-16) |
| Santos de Guápiles | Vladimir Quesada (1-16)                                                      |

En cursiva los entrenadores que dirigieron a sus equipos en la totalidad del torneo de Apertura, sin embargo fueron destituidos al cierre del certamen o en el Clausura en curso.

#### Clausura
| Equipo             | Entrenador (jornadas)                                              |
| ------------------ | ------------------------------------------------------------------ |
| Santos de Guápiles | Vladimir Quesada (1-5) Milton Morales (6 - 16)                     |
| Liberia            | Luis Fernández Texeira (1-7; 9-10) Cristian González (8; 11-16)    |
| A. D. San Carlos   | Hernán Fernando Sosa (1-11) Vinicio Alvarado (12 - Cuartos vuelta) |
| A. D. Carmelita    | Juan Carlos Arguedas (1-12) Juan Luis Hernández (13-16)            |

### Equipos por provincia
| Saprissa Herediano Carmelita Brujas Alajuelense San Carlos Santacruceña Pérez Zeledón Cartaginés Puntarenas Santos Liberia |

| Provincia  | N.º | Equipos                                 |
| ---------- | --- | --------------------------------------- |
| San José   | 3   | Deportivo Saprissa Brujas Pérez Zeledón |
| Alajuela   | 2   | Alajuelense San Carlos                  |
| Heredia    | 2   | Herediano Carmelita                     |
| Guanacaste | 2   | Liberia Santacruceña                    |
| Limón      | 1   | Santos de Guápiles                      |
| Cartago    | 1   | Cartaginés                              |
| Puntarenas | 1   | Puntarenas                              |

### Ascenso y descenso
| a la Segunda División |
| --------------------- |
| A. D. Ramonense       |

| a la Primera División |
| --------------------- |
| A. D. San Carlos      |

## Torneo de Apertura

### Tabla de posiciones

#### Grupo A
| Pos. | Equipo             | Pts. | PJ | PG | PE | PP | GF | GC | Dif. |
| ---- | ------------------ | ---- | -- | -- | -- | -- | -- | -- | ---- |
| 1.º  | L. D. Alajuelense  | 32   | 16 | 10 | 2  | 4  | 28 | 15 | 13   |
| 2.º  | Puntarenas F. C.   | 27   | 16 | 8  | 3  | 5  | 29 | 19 | 10   |
| 3.º  | C. S. Herediano    | 23   | 16 | 6  | 5  | 5  | 21 | 12 | 9    |
| 4.º  | A. D. San Carlos   | 20   | 16 | 5  | 5  | 6  | 17 | 20 | −3   |
| 5.º  | Liberia            | 12   | 16 | 3  | 3  | 10 | 15 | 38 | −23  |
| 6.º  | A. D. Santacruceña | 6    | 16 | 1  | 3  | 12 | 9  | 30 | −21  |

|  | Clasifica a los cuartos de final |

#### Grupo B
| Pos. | Equipo             | Pts. | PJ | PG | PE | PP | GF | GC | Dif. |
| ---- | ------------------ | ---- | -- | -- | -- | -- | -- | -- | ---- |
| 1.º  | Deportivo Saprissa | 29   | 16 | 8  | 5  | 3  | 29 | 17 | 12   |
| 2.º  | Pérez Zeledón      | 28   | 16 | 8  | 4  | 4  | 20 | 15 | 5    |
| 3.º  | C. S. Cartaginés   | 24   | 16 | 7  | 3  | 6  | 22 | 25 | −3   |
| 4.º  | Brujas F. C.*      | 28   | 16 | 8  | 4  | 4  | 20 | 13 | 7    |
| 5.º  | A. D. Carmelita    | 18   | 16 | 4  | 6  | 6  | 21 | 20 | 1    |
| 6.º  | Santos de Guápiles | 17   | 16 | 4  | 5  | 7  | 15 | 22 | −7   |

|  | Clasifica a los cuartos de final |

(*) Al equipo de Brujas le descontaron cinco puntos debido a que no alcanzó la meta de minutos para jugadores Sub-21, por lo que su puntaje terminó siendo de 23.

### Resumen de resultados
| Local / Visita     | ADC   | SC    | STC   | BRU   | CSC   | CSH   | SAP   | LDA   | LIB   | MPZ   | PFC   | SAN   |
| ------------------ | ----- | ----- | ----- | ----- | ----- | ----- | ----- | ----- | ----- | ----- | ----- | ----- |
| A. D. Carmelita    |       |       |       | 0 - 1 | 2 - 1 | 1 - 1 | 2 - 2 |       | 3 - 0 | 2 - 2 |       | 1 - 1 |
| A. D. San Carlos   | 1 - 0 |       | 2 - 2 | 2 - 0 |       | 1 - 0 |       | 0 - 4 | 0 - 1 |       | 2 - 1 | 2 - 2 |
| A. D. Santacruceña | 1 - 1 | 2 - 3 |       |       | 1 - 3 | 0 - 1 | 0 - 4 | 0 - 3 | 1 - 2 |       | 0 - 2 | 0 - 0 |
| Brujas F. C.       | 1 - 1 |       | 2 - 0 |       | 1 - 0 |       | 2 - 0 |       | 2 - 0 | 1 - 2 |       | 3 - 1 |
| C. S. Cartaginés   | 2 - 1 | 1 - 1 |       | 2 - 1 |       | 1 - 1 | 1 - 4 | 0 - 3 |       | 3 - 1 |       | 1 - 0 |
| C. S. Herediano    |       | 1 - 0 | 3 - 0 | 0 - 0 |       |       |       | 1 - 2 | 5 - 1 |       | 1 - 2 | 3 - 0 |
| Deportivo Saprissa | 0 - 4 | 1 - 0 |       | 1 - 1 | 3 - 0 | 1 - 1 |       |       |       | 0 - 0 | 5 - 2 | 1 - 1 |
| L. D. Alajuelense  | 2 - 0 | 1 - 1 | 1 - 0 | 1 - 0 |       | 0 - 2 | 0 - 1 |       | 1 - 0 | 0 - 3 | 1 - 0 |       |
| Liberia            |       | 2 - 2 | 0 - 2 |       | 1 - 2 | 1 - 0 | 0 - 2 | 3 - 6 |       | 1 - 1 | 1 - 2 |       |
| Pérez Zeledón      | 2 - 1 | 1 - 0 | 1 - 0 | 2 - 2 | 1 - 2 | 1 - 0 | 2 - 1 |       |       |       | 0 - 1 | 1 - 0 |
| Puntarenas F. C.   | 1 - 2 | 1 - 0 | 2 - 0 | 0 - 1 | 2 - 2 | 1 - 1 |       | 2 - 2 | 8 - 1 |       |       | 2 - 0 |
| Santos de Guápiles | 2 - 0 |       |       | 1 - 2 | 2 - 1 |       | 1 - 3 | 2 - 1 | 1 - 1 | 1 - 0 |       |       |

|  | Victoria del equipo local     |
|  | Empate                        |
|  | Victoria del equipo visitante |

### Fase final
|  | Cuartos de final                                  | Cuartos de final                                  | Cuartos de final                                  | Cuartos de final                                  |   |    | Semifinales                                         | Semifinales                                         | Semifinales                                         | Semifinales                                         |  |    | Final                                          | Final                                          | Final                                          | Final                                          |  |
|  | 26 de noviembre (ida) 2 / 3 de diciembre (vuelta) | 26 de noviembre (ida) 2 / 3 de diciembre (vuelta) | 26 de noviembre (ida) 2 / 3 de diciembre (vuelta) | 26 de noviembre (ida) 2 / 3 de diciembre (vuelta) |   |    | 10 de diciembre (ida) 15 / 17 de diciembre (vuelta) | 10 de diciembre (ida) 15 / 17 de diciembre (vuelta) | 10 de diciembre (ida) 15 / 17 de diciembre (vuelta) | 10 de diciembre (ida) 15 / 17 de diciembre (vuelta) |  |    | 20 de diciembre (ida) 23 de diciembre (vuelta) | 20 de diciembre (ida) 23 de diciembre (vuelta) | 20 de diciembre (ida) 23 de diciembre (vuelta) | 20 de diciembre (ida) 23 de diciembre (vuelta) |  |
|  |                                                   |                                                   |                                                   |                                                   |   |    |                                                     |                                                     |                                                     |                                                     |  |    |                                                |                                                |                                                |                                                |  |
|  |                                                   |                                                   |                                                   |                                                   |   |    |                                                     |                                                     |                                                     |                                                     |  |    |                                                |                                                |                                                |                                                |  |
|  | 1° A                                              | L. D. Alajuelense                                 | 1                                                 | 4                                                 |   |    |                                                     |                                                     |                                                     |                                                     |  |    |                                                |                                                |                                                |                                                |  |
|  | 1° A                                              | L. D. Alajuelense                                 | 1                                                 | 4                                                 |   |    |                                                     |                                                     |                                                     |                                                     |  |    |                                                |                                                |                                                |                                                |  |
|  | 4° B                                              | Brujas F. C.                                      | 0                                                 | 1                                                 |   |    |                                                     |                                                     |                                                     |                                                     |  |    |                                                |                                                |                                                |                                                |  |
|  | 4° B                                              | Brujas F. C.                                      | 0                                                 | 1                                                 |   | C1 | L. D. Alajuelense                                   | 2                                                   | 0                                                   |                                                     |  |    |                                                |                                                |                                                |                                                |  |
|  |                                                   |                                                   |                                                   |                                                   |   | C1 | L. D. Alajuelense                                   | 2                                                   | 0                                                   |                                                     |  |    |                                                |                                                |                                                |                                                |  |
|  |                                                   |                                                   | C2                                                | Pérez Zeledón                                     | 0 | 1  |                                                     |                                                     |                                                     |                                                     |  |    |                                                |                                                |                                                |                                                |  |
|  | 2° B                                              | Pérez Zeledón                                     | C2                                                | Pérez Zeledón                                     | 0 | 1  | 0                                                   | 4 (7)                                               |                                                     |                                                     |  |    |                                                |                                                |                                                |                                                |  |
|  | 2° B                                              | Pérez Zeledón                                     |                                                   |                                                   |   |    |                                                     |                                                     |                                                     |                                                     |  |    |                                                |                                                |                                                |                                                |  |
|  | 3° A                                              | C. S. Herediano                                   | 3                                                 | 1 (6)                                             |   |    |                                                     |                                                     |                                                     |                                                     |  |    |                                                |                                                |                                                |                                                |  |
|  | 3° A                                              | C. S. Herediano                                   | 3                                                 | 1 (6)                                             |   |    |                                                     |                                                     |                                                     |                                                     |  | F1 | L. D. Alajuelense                              | 0                                              | 0                                              |                                                |  |
|  |                                                   |                                                   |                                                   |                                                   |   |    |                                                     |                                                     |                                                     |                                                     |  | F1 | L. D. Alajuelense                              | 0                                              | 0                                              |                                                |  |
|  |                                                   |                                                   | F2                                                | Deportivo Saprissa                                | 2 | 2  |                                                     |                                                     |                                                     |                                                     |  |    |                                                |                                                |                                                |                                                |  |
|  | 1° B                                              | Deportivo Saprissa                                | F2                                                | Deportivo Saprissa                                | 2 | 2  | 3                                                   | 1                                                   |                                                     |                                                     |  |    |                                                |                                                |                                                |                                                |  |
|  | 1° B                                              | Deportivo Saprissa                                |                                                   |                                                   |   |    |                                                     |                                                     |                                                     |                                                     |  |    |                                                |                                                |                                                |                                                |  |
|  | 4° A                                              | A. D. San Carlos                                  | 0                                                 | 2                                                 |   |    |                                                     |                                                     |                                                     |                                                     |  |    |                                                |                                                |                                                |                                                |  |
|  | 4° A                                              | A. D. San Carlos                                  | 0                                                 | 2                                                 |   | C3 | Deportivo Saprissa                                  | 0                                                   | 2                                                   |                                                     |  |    |                                                |                                                |                                                |                                                |  |
|  |                                                   |                                                   |                                                   |                                                   |   | C3 | Deportivo Saprissa                                  | 0                                                   | 2                                                   |                                                     |  |    |                                                |                                                |                                                |                                                |  |
|  |                                                   |                                                   | C4                                                | Puntarenas F. C.                                  | 1 | 0  |                                                     |                                                     |                                                     |                                                     |  |    |                                                |                                                |                                                |                                                |  |
|  | 2° A                                              | Puntarenas F. C.                                  | C4                                                | Puntarenas F. C.                                  | 1 | 0  | 1                                                   | 1                                                   |                                                     |                                                     |  |    |                                                |                                                |                                                |                                                |  |
|  | 2° A                                              | Puntarenas F. C.                                  |                                                   |                                                   |   |    |                                                     |                                                     |                                                     |                                                     |  |    |                                                |                                                |                                                |                                                |  |
|  | 3° B                                              | C. S. Cartaginés                                  | 0                                                 | 0                                                 |   |    |                                                     |                                                     |                                                     |                                                     |  |    |                                                |                                                |                                                |                                                |  |
|  | 3° B                                              | C. S. Cartaginés                                  | 0                                                 | 0                                                 |   |    |                                                     |                                                     |                                                     |                                                     |  |    |                                                |                                                |                                                |                                                |  |
|  |                                                   |                                                   |                                                   |                                                   |   |    |                                                     |                                                     |                                                     |                                                     |  |    |                                                |                                                |                                                |                                                |  |

### Cuartos de final

#### Saprissa - San Carlos
| 26 de noviembre de 2006, 16:00 | A. D. San Carlos | 0:3 (0:2) | Deportivo Saprissa                                                                                                | Estadio Carlos Ugalde, San Carlos, Alajuela |                          |
|                                |                  | Reporte   | - Saúl Phillips 16' (Walter Centeno ) - Gabriel Badilla 19' (Walter Centeno ) - Walter Centeno 70' (Try Benneth ) | Árbitro(s): Vinicio Mena                    | Árbitro(s): Vinicio Mena |

| 2 de diciembre de 2006, 19:00 | Deportivo Saprissa                | 1:2 (0:1) | A. D. San Carlos                                                   | Estadio Ricardo Saprissa, Tibás, San José |                           |
|                               | - Alonso Solís 53' (Try Benneth ) | Reporte   | - Leonardo Moreira 22' (t.l.) - Carlos Clark 59' (Ricardo Vargas ) | Árbitro(s): Ericka Vargas                 | Árbitro(s): Ericka Vargas |

#### Puntarenas - Cartaginés
| 26 de noviembre de 2006, 11:00 | C. S. Cartaginés | 0:1 (0:0) | Puntarenas F. C.                       | Estadio "Fello" Meza, Cartago |                               |
|                                |                  | Reporte   | - Max Sánchez 57' (Michael Barrantes ) | Árbitro(s): Alexandro Jiménez | Árbitro(s): Alexandro Jiménez |

| 3 de diciembre de 2006, 11:00 | Puntarenas F. C.          | 1:0 (1:0) | C. S. Cartaginés | Estadio "Lito" Pérez, Puntarenas |                            |
|                               | - Kurt Bernard 19' (pen.) | Reporte   |                  | Árbitro(s): Wálter Quesada       | Árbitro(s): Wálter Quesada |

#### Alajuelense - Brujas
| 26 de noviembre de 2006, 13:30 | Brujas F. C. | 0:1 (0:0) | L. D. Alajuelense                       | Estadio Nacional, San José |                            |
|                                |              | Reporte   | - Christian Oviedo 49' (Yosimar Arias ) | Árbitro(s): Randall Poveda | Árbitro(s): Randall Poveda |

| 3 de diciembre de 2006, 16:00 | L. D. Alajuelense | 4:0 (1:0) | Brujas F. C. | Estadio Morera Soto, Alajuela |                             |
|                               | - Carlos Hernández 7' (t.l.) - Christian Montero 56' (Rolando Fonseca ) - Marvin Calvo 60' (Carlos Hernández ) - Rolando Fonseca 88' (Carlos Hernández ) | Reporte   |              | Árbitro(s): Édgar Rodríguez   | Árbitro(s): Édgar Rodríguez |

#### Pérez Zeledón - Herediano
| 26 de noviembre de 2006, 17:00 | C. S. Herediano                                                                                             | 3:0 (2:0) | Pérez Zeledón | Estadio Rosabal Cordero, Heredia |                           |
|                                | - Mauricio Alpízar 42' (t.l.) - Leandrinho 44' (Cristian Blanco ) - Leonardo González 71' (Kenneth Vargas ) | Reporte   |               | Árbitro(s): Jeffrey Solís        | Árbitro(s): Jeffrey Solís |

| 3 de diciembre de 2006, 16:00 | Pérez Zeledón | 4:1 (1:0) (7:6 p.)         | C. S. Herediano | Estadio Municipal, Pérez Zeledón, San José |                                |
|                               | - Luis Lara 23' (Windell Gabriel ) 62' (Windell Gabriel ) - Bill González 52' (Windell Gabriel ) - Windell Gabriel 60' (Tirso Guío )     | Reporte                    | - Cristian Blanco 46' (Kenneth Vargas )                                                                                                   | Árbitro(s): Jeffrey Santamaría             | Árbitro(s): Jeffrey Santamaría |
|                               | | Tiros desde el punto penal | |                                            |                                |
|                               | - Freddy Fernández - Tirso Guío - Alexánder Madrigal - Rodrigo Cordero - Bill González - Jesfry Valverde - Keylor Quesada - Luis Venegas |                            | - Jewisson Bennett - Christian Badilla - Leandrinho - Carlos Johnson - Leonardo González - Félix Montoya - Gerald Drummond - Robert Arias |                                            |                                |

### Semifinales

#### Alajuelense - Pérez Zeledón
| 10 de diciembre de 2006, 16:00 | Pérez Zeledón | 0:2 (0:1) | L. D. Alajuelense                                                             | Estadio Municipal, Pérez Zeledón, San José |                            |
|                                |               | Reporte   | - Pablo Salazar 14' (Carlos Hernández ) - Rolando Fonseca 52' (Víctor Núñez ) | Árbitro(s): Ricardo Cerdas                 | Árbitro(s): Ricardo Cerdas |

| 15 de diciembre de 2006, 20:00 | L. D. Alajuelense | 0:1 (0:0) | Pérez Zeledón                    | Estadio Morera Soto, Alajuela |                             |
|                                |                   | Reporte   | - Bill González 75' (Luis Lara ) | Árbitro(s): Édgar Rodríguez   | Árbitro(s): Édgar Rodríguez |

#### Saprissa - Puntarenas
| 10 de diciembre de 2006, 11:00 | Puntarenas F. C.                   | 1:0 (1:0) | Deportivo Saprissa | Estadio "Lito" Pérez, Puntarenas |                               |
|                                | - Roberto Wong 21' (Rafael Núñez ) | Reporte   |                    | Árbitro(s): Alexandro Jiménez    | Árbitro(s): Alexandro Jiménez |

| 17 de diciembre de 2006, 11:00 | Deportivo Saprissa                                               | 2:0 (1:0) | Puntarenas F. C. | Estadio Ricardo Saprissa, Tibás, San José |                          |
|                                | - Alonso Solís 4' (t.l.) - Christian Bolaños 86' (Allan Alemán ) | Reporte   |                  | Árbitro(s): Vinicio Mena                  | Árbitro(s): Vinicio Mena |

### Final

#### Alajuelense - Saprissa
| 20 de diciembre de 2006, 20:00 | Deportivo Saprissa                                            | 2:0 (0:0) | L. D. Alajuelense | Estadio Ricardo Saprissa, Tibás, San José |                            |
|                                | - Alonso Solís 59' (pen.) - Allan Alemán 90+2' (Try Benneth ) | Reporte   |                   | Árbitro(s): Wálter Quesada                | Árbitro(s): Wálter Quesada |

| 23 de diciembre de 2006, 20:00 | L. D. Alajuelense | 0:2 (0:1) | Deportivo Saprissa                                 | Estadio Morera Soto, Alajuela |                               |
|                                |                   | Reporte   | - Alonso Solís 38' (Alejandro Alpízar ) 72' (pen.) | Árbitro(s): Alexandro Jiménez | Árbitro(s): Alexandro Jiménez |

#### Final - ida
| -     | POR   | José Francisco Porras |     |
|       | DEF   | Víctor Cordero        |     |
|       | DEF   | Gabriel Badilla       |     |
|       | DEF   | Try Benneth           |     |
|       | DEF   | Jervis Drummond       |     |
|       | MED   | José Luis López       |     |
|       | MED   | Walter Centeno        |     |
|       | MED   | Pablo Brenes          | 82' |
|       | MED   | Christian Bolaños     | 53' |
|       | DEL   | Alonso Solís          |     |
|       | DEL   | Jairo Arrieta         | 53' |
| D. T. | D. T. | Jeaustin Campos       |     |

| -     | POR   | Wardy Alfaro           |     |
|       | DEF   | Pablo Salazar          |     |
|       | DEF   | Harold Wallace         |     |
|       | DEF   | Armando Gun            |     |
|       | DEF   | Michael Rodríguez      |     |
|       | DEF   | Christian Montero      |     |
|       | MED   | Christian Oviedo       |     |
|       | MED   | Carlos Hernández       |     |
|       | MED   | Yosimar Arias          |     |
|       | DEL   | Rolando Fonseca        |     |
|       | DEL   | Marvin Calvo           | 71' |
| D. T. | D. T. | José Eugenio Hernández |     |

| - | Delantero      | Allan Alemán | 53' |
|   | Centrocampista | Celso Borges | 53' |
|   | Defensa        | Andrés Núñez | 82' |

| - | Delantero | Erick Scott | 71' |

| 59' (pen.) · 90+1' | Alonso Solís Allan Alemán | 1:0 2:0 |

| 78' · 90+2' | Walter Centeno Allan Alemán |

| 32' | Christian Oviedo |

| Principal  | Wálter Quesada |
| Asistentes | Leonel Leal    |
|            | Édgar Mora     |

| -     | POR   | José Francisco Porras |     |
|       | DEF   | Víctor Cordero        |     |
|       | DEF   | Gabriel Badilla       |     |
|       | DEF   | Try Benneth           |     |
|       | DEF   | Jervis Drummond       |     |
|       | MED   | José Luis López       |     |
|       | MED   | Walter Centeno        |     |
|       | MED   | Pablo Brenes          | 82' |
|       | MED   | Christian Bolaños     | 53' |
|       | DEL   | Alonso Solís          |     |
|       | DEL   | Jairo Arrieta         | 53' |
| D. T. | D. T. | Jeaustin Campos       |     |

| -     | POR   | Wardy Alfaro           |     |
|       | DEF   | Pablo Salazar          |     |
|       | DEF   | Harold Wallace         |     |
|       | DEF   | Armando Gun            |     |
|       | DEF   | Michael Rodríguez      |     |
|       | DEF   | Christian Montero      |     |
|       | MED   | Christian Oviedo       |     |
|       | MED   | Carlos Hernández       |     |
|       | MED   | Yosimar Arias          |     |
|       | DEL   | Rolando Fonseca        |     |
|       | DEL   | Marvin Calvo           | 71' |
| D. T. | D. T. | José Eugenio Hernández |     |

| - | Delantero      | Allan Alemán | 53' |
|   | Centrocampista | Celso Borges | 53' |
|   | Defensa        | Andrés Núñez | 82' |

| - | Delantero | Erick Scott | 71' |

| 59' (pen.) · 90+1' | Alonso Solís Allan Alemán | 1:0 2:0 |

| 78' · 90+2' | Walter Centeno Allan Alemán |

| 32' | Christian Oviedo |

| Principal  | Wálter Quesada |
| Asistentes | Leonel Leal    |
|            | Édgar Mora     |

| -     | POR   | José Francisco Porras |     |
|       | DEF   | Víctor Cordero        |     |
|       | DEF   | Gabriel Badilla       |     |
|       | DEF   | Try Benneth           |     |
|       | DEF   | Jervis Drummond       |     |
|       | MED   | José Luis López       |     |
|       | MED   | Walter Centeno        |     |
|       | MED   | Pablo Brenes          | 82' |
|       | MED   | Christian Bolaños     | 53' |
|       | DEL   | Alonso Solís          |     |
|       | DEL   | Jairo Arrieta         | 53' |
| D. T. | D. T. | Jeaustin Campos       |     |

| -     | POR   | Wardy Alfaro           |     |
|       | DEF   | Pablo Salazar          |     |
|       | DEF   | Harold Wallace         |     |
|       | DEF   | Armando Gun            |     |
|       | DEF   | Michael Rodríguez      |     |
|       | DEF   | Christian Montero      |     |
|       | MED   | Christian Oviedo       |     |
|       | MED   | Carlos Hernández       |     |
|       | MED   | Yosimar Arias          |     |
|       | DEL   | Rolando Fonseca        |     |
|       | DEL   | Marvin Calvo           | 71' |
| D. T. | D. T. | José Eugenio Hernández |     |

| - | Delantero      | Allan Alemán | 53' |
|   | Centrocampista | Celso Borges | 53' |
|   | Defensa        | Andrés Núñez | 82' |

| - | Delantero | Erick Scott | 71' |

| 59' (pen.) · 90+1' | Alonso Solís Allan Alemán | 1:0 2:0 |

| 78' · 90+2' | Walter Centeno Allan Alemán |

| 32' | Christian Oviedo |

| Principal  | Wálter Quesada |
| Asistentes | Leonel Leal    |
|            | Édgar Mora     |

| -     | POR   | José Francisco Porras |     |
|       | DEF   | Víctor Cordero        |     |
|       | DEF   | Gabriel Badilla       |     |
|       | DEF   | Try Benneth           |     |
|       | DEF   | Jervis Drummond       |     |
|       | MED   | José Luis López       |     |
|       | MED   | Walter Centeno        |     |
|       | MED   | Pablo Brenes          | 82' |
|       | MED   | Christian Bolaños     | 53' |
|       | DEL   | Alonso Solís          |     |
|       | DEL   | Jairo Arrieta         | 53' |
| D. T. | D. T. | Jeaustin Campos       |     |

| -     | POR   | Wardy Alfaro           |     |
|       | DEF   | Pablo Salazar          |     |
|       | DEF   | Harold Wallace         |     |
|       | DEF   | Armando Gun            |     |
|       | DEF   | Michael Rodríguez      |     |
|       | DEF   | Christian Montero      |     |
|       | MED   | Christian Oviedo       |     |
|       | MED   | Carlos Hernández       |     |
|       | MED   | Yosimar Arias          |     |
|       | DEL   | Rolando Fonseca        |     |
|       | DEL   | Marvin Calvo           | 71' |
| D. T. | D. T. | José Eugenio Hernández |     |

| - | Delantero      | Allan Alemán | 53' |
|   | Centrocampista | Celso Borges | 53' |
|   | Defensa        | Andrés Núñez | 82' |

| - | Delantero | Erick Scott | 71' |

| 59' (pen.) · 90+1' | Alonso Solís Allan Alemán | 1:0 2:0 |

| 78' · 90+2' | Walter Centeno Allan Alemán |

| 32' | Christian Oviedo |

| Principal  | Wálter Quesada |
| Asistentes | Leonel Leal    |
|            | Édgar Mora     |

#### Final - vuelta
| -     | POR   | Wardy Alfaro           |     |
|       | DEF   | Pablo Salazar          |     |
|       | DEF   | Michael Rodríguez      |     |
|       | DEF   | Harold Wallace         |     |
|       | DEF   | Pablo Herrera          |     |
|       | MED   | Christian Montero      |     |
|       | MED   | Christian Oviedo       | 56' |
|       | MED   | Carlos Hernández       |     |
|       | MED   | Yosimar Arias          | 68' |
|       | DEL   | Víctor Núñez           | 62' |
|       | DEL   | Rolando Fonseca        |     |
| D. T. | D. T. | José Eugenio Hernández |     |

| -     | POR   | José Francisco Porras |     |
|       | DEF   | Víctor Cordero        |     |
|       | DEF   | Gabriel Badilla       |     |
|       | DEF   | Jervis Drummond       |     |
|       | DEF   | Andrés Núñez          |     |
|       | DEF   | Try Benneth           |     |
|       | MED   | José Luis López       |     |
|       | MED   | Walter Centeno        | 86' |
|       | MED   | Celso Borges          |     |
|       | DEL   | Alonso Solís          | 79' |
|       | DEL   | Alejandro Alpízar     | 69' |
| D. T. | D. T. | Jeaustin Campos       |     |

| - | Delantero      | Erick Jiménez | 56' |
|   | Delantero      | Marvin Calvo  | 62' |
|   | Centrocampista | Pablo Gabas   | 68' |

| - | Centrocampista | Christian Bolaños  | 69' |
|   | Delantero      | Jairo Arrieta      | 79' |
|   | Centrocampista | José Pablo Fonseca | 86' |

| 38' · 72' (pen.) | Alonso Solís | 0:1 0:2 |

| 38' · 60' | Víctor Núñez Christian Montero |

| 42' | Víctor Cordero |

| Principal  | Alexandro Jiménez |
| Asistentes | Osvaldo Luna      |
|            | Milena López      |

| -     | POR   | Wardy Alfaro           |     |
|       | DEF   | Pablo Salazar          |     |
|       | DEF   | Michael Rodríguez      |     |
|       | DEF   | Harold Wallace         |     |
|       | DEF   | Pablo Herrera          |     |
|       | MED   | Christian Montero      |     |
|       | MED   | Christian Oviedo       | 56' |
|       | MED   | Carlos Hernández       |     |
|       | MED   | Yosimar Arias          | 68' |
|       | DEL   | Víctor Núñez           | 62' |
|       | DEL   | Rolando Fonseca        |     |
| D. T. | D. T. | José Eugenio Hernández |     |

| -     | POR   | José Francisco Porras |     |
|       | DEF   | Víctor Cordero        |     |
|       | DEF   | Gabriel Badilla       |     |
|       | DEF   | Jervis Drummond       |     |
|       | DEF   | Andrés Núñez          |     |
|       | DEF   | Try Benneth           |     |
|       | MED   | José Luis López       |     |
|       | MED   | Walter Centeno        | 86' |
|       | MED   | Celso Borges          |     |
|       | DEL   | Alonso Solís          | 79' |
|       | DEL   | Alejandro Alpízar     | 69' |
| D. T. | D. T. | Jeaustin Campos       |     |

| - | Delantero      | Erick Jiménez | 56' |
|   | Delantero      | Marvin Calvo  | 62' |
|   | Centrocampista | Pablo Gabas   | 68' |

| - | Centrocampista | Christian Bolaños  | 69' |
|   | Delantero      | Jairo Arrieta      | 79' |
|   | Centrocampista | José Pablo Fonseca | 86' |

| 38' · 72' (pen.) | Alonso Solís | 0:1 0:2 |

| 38' · 60' | Víctor Núñez Christian Montero |

| 42' | Víctor Cordero |

| Principal  | Alexandro Jiménez |
| Asistentes | Osvaldo Luna      |
|            | Milena López      |

| -     | POR   | Wardy Alfaro           |     |
|       | DEF   | Pablo Salazar          |     |
|       | DEF   | Michael Rodríguez      |     |
|       | DEF   | Harold Wallace         |     |
|       | DEF   | Pablo Herrera          |     |
|       | MED   | Christian Montero      |     |
|       | MED   | Christian Oviedo       | 56' |
|       | MED   | Carlos Hernández       |     |
|       | MED   | Yosimar Arias          | 68' |
|       | DEL   | Víctor Núñez           | 62' |
|       | DEL   | Rolando Fonseca        |     |
| D. T. | D. T. | José Eugenio Hernández |     |

| -     | POR   | José Francisco Porras |     |
|       | DEF   | Víctor Cordero        |     |
|       | DEF   | Gabriel Badilla       |     |
|       | DEF   | Jervis Drummond       |     |
|       | DEF   | Andrés Núñez          |     |
|       | DEF   | Try Benneth           |     |
|       | MED   | José Luis López       |     |
|       | MED   | Walter Centeno        | 86' |
|       | MED   | Celso Borges          |     |
|       | DEL   | Alonso Solís          | 79' |
|       | DEL   | Alejandro Alpízar     | 69' |
| D. T. | D. T. | Jeaustin Campos       |     |

| - | Delantero      | Erick Jiménez | 56' |
|   | Delantero      | Marvin Calvo  | 62' |
|   | Centrocampista | Pablo Gabas   | 68' |

| - | Centrocampista | Christian Bolaños  | 69' |
|   | Delantero      | Jairo Arrieta      | 79' |
|   | Centrocampista | José Pablo Fonseca | 86' |

| 38' · 72' (pen.) | Alonso Solís | 0:1 0:2 |

| 38' · 60' | Víctor Núñez Christian Montero |

| 42' | Víctor Cordero |

| Principal  | Alexandro Jiménez |
| Asistentes | Osvaldo Luna      |
|            | Milena López      |

| -     | POR   | Wardy Alfaro           |     |
|       | DEF   | Pablo Salazar          |     |
|       | DEF   | Michael Rodríguez      |     |
|       | DEF   | Harold Wallace         |     |
|       | DEF   | Pablo Herrera          |     |
|       | MED   | Christian Montero      |     |
|       | MED   | Christian Oviedo       | 56' |
|       | MED   | Carlos Hernández       |     |
|       | MED   | Yosimar Arias          | 68' |
|       | DEL   | Víctor Núñez           | 62' |
|       | DEL   | Rolando Fonseca        |     |
| D. T. | D. T. | José Eugenio Hernández |     |

| -     | POR   | José Francisco Porras |     |
|       | DEF   | Víctor Cordero        |     |
|       | DEF   | Gabriel Badilla       |     |
|       | DEF   | Jervis Drummond       |     |
|       | DEF   | Andrés Núñez          |     |
|       | DEF   | Try Benneth           |     |
|       | MED   | José Luis López       |     |
|       | MED   | Walter Centeno        | 86' |
|       | MED   | Celso Borges          |     |
|       | DEL   | Alonso Solís          | 79' |
|       | DEL   | Alejandro Alpízar     | 69' |
| D. T. | D. T. | Jeaustin Campos       |     |

| - | Delantero      | Erick Jiménez | 56' |
|   | Delantero      | Marvin Calvo  | 62' |
|   | Centrocampista | Pablo Gabas   | 68' |

| - | Centrocampista | Christian Bolaños  | 69' |
|   | Delantero      | Jairo Arrieta      | 79' |
|   | Centrocampista | José Pablo Fonseca | 86' |

| 38' · 72' (pen.) | Alonso Solís | 0:1 0:2 |

| 38' · 60' | Víctor Núñez Christian Montero |

| 42' | Víctor Cordero |

| Principal  | Alexandro Jiménez |
| Asistentes | Osvaldo Luna      |
|            | Milena López      |

## Torneo de Clausura

### Tabla de posiciones

#### Grupo A
| Pos. | Equipo             | Pts. | PJ | PG | PE | PP | GF | GC | Dif. |
| ---- | ------------------ | ---- | -- | -- | -- | -- | -- | -- | ---- |
| 1.º  | Deportivo Saprissa | 32   | 16 | 9  | 5  | 2  | 28 | 12 | 16   |
| 2.º  | Puntarenas F. C.   | 29   | 16 | 8  | 5  | 3  | 23 | 16 | 7    |
| 3.º  | C. S. Herediano    | 26   | 16 | 7  | 5  | 4  | 22 | 12 | 10   |
| 4.º  | A. D. San Carlos   | 16   | 16 | 4  | 4  | 8  | 19 | 29 | −10  |
| 5.º  | Liberia            | 14   | 16 | 3  | 5  | 8  | 14 | 22 | −8   |
| 6.º  | A. D. Santacruceña | 10   | 16 | 2  | 4  | 10 | 13 | 28 | −15  |

|  | Clasifica a los cuartos de final |

#### Grupo B
| Pos. | Equipo             | Pts. | PJ | PG | PE | PP | GF | GC | Dif. |
| ---- | ------------------ | ---- | -- | -- | -- | -- | -- | -- | ---- |
| 1.º  | L. D. Alajuelense  | 30   | 16 | 8  | 6  | 2  | 22 | 14 | 8    |
| 2.º  | C. S. Cartaginés   | 25   | 16 | 7  | 4  | 5  | 14 | 14 | 0    |
| 3.º  | Pérez Zeledón      | 24   | 16 | 6  | 6  | 4  | 21 | 18 | 3    |
| 4.º  | Brujas F. C.       | 23   | 16 | 6  | 5  | 5  | 18 | 16 | 2    |
| 5.º  | Santos de Guápiles | 21   | 16 | 6  | 3  | 7  | 24 | 20 | 4    |
| 6.º  | A. D. Carmelita    | 11   | 16 | 3  | 2  | 11 | 15 | 33 | −18  |

|  | Clasifica a los cuartos de final |

### Tabla acumulada de la temporada
| Pos. | Equipo             | Pts. | PJ | PG | PE | PP | GF | GC | Dif. |
| ---- | ------------------ | ---- | -- | -- | -- | -- | -- | -- | ---- |
| 1.º  | L. D. Alajuelense  | 62   | 32 | 18 | 8  | 6  | 50 | 29 | 21   |
| 2.º  | Deportivo Saprissa | 61   | 32 | 17 | 10 | 5  | 57 | 29 | 28   |
| 3.º  | Puntarenas F. C.   | 56   | 32 | 16 | 8  | 8  | 52 | 35 | 17   |
| 4.º  | Pérez Zeledón      | 52   | 32 | 14 | 10 | 8  | 41 | 32 | 9    |
| 5.º  | Brujas F. C.       | 51   | 32 | 14 | 9  | 9  | 38 | 29 | 9    |
| 6.º  | C. S. Cartaginés   | 49   | 32 | 14 | 7  | 11 | 36 | 39 | −3   |
| 7.º  | C. S. Herediano    | 49   | 32 | 13 | 10 | 9  | 43 | 24 | 19   |
| 8.º  | Santos de Guápiles | 38   | 32 | 10 | 8  | 14 | 39 | 42 | −3   |
| 9.º  | A. D. San Carlos   | 36   | 32 | 9  | 9  | 14 | 36 | 49 | −13  |
| 10.º | A. D. Carmelita    | 29   | 32 | 7  | 8  | 17 | 36 | 53 | −17  |
| 11.º | Liberia            | 26   | 32 | 6  | 8  | 18 | 29 | 60 | −31  |
| 12.º | A. D. Santacruceña | 16   | 32 | 3  | 7  | 22 | 22 | 58 | −36  |

|  | Clasificado para la Copa Interclubes de la UNCAF 2007 |
|  | Descendido a Segunda División                         |

### Resumen de resultados
| Local / Visita     | ADC   | SC    | STC   | BRU   | CSC   | CSH   | SAP   | LDA   | LIB   | MPZ   | PFC   | SAN   |
| ------------------ | ----- | ----- | ----- | ----- | ----- | ----- | ----- | ----- | ----- | ----- | ----- | ----- |
| A. D. Carmelita    |       | 2 - 1 | 1 - 4 | 1 - 1 | 0 - 2 |       | 1 - 2 | 2 - 3 |       | 1 - 2 | 1 - 3 | 0 - 3 |
| A. D. San Carlos   |       |       | 1 - 2 |       | 2 - 0 | 1 - 0 | 1 - 1 | 1 - 1 | 2 - 1 | 0 - 1 | 2 - 2 |       |
| A. D. Santacruceña |       | 1 - 2 |       | 0 - 1 |       | 0 - 2 | 0 - 3 |       | 2 - 2 | 1 - 1 | 1 - 1 |       |
| Brujas F. C.       | 2 - 0 | 3 - 1 |       |       | 0 - 0 | 1 - 3 | 0 - 1 | 0 - 1 |       | 1 - 0 | 4 - 2 | 0 - 0 |
| C. S. Cartaginés   | 2 - 0 |       | 0 - 0 | 2 - 0 |       |       |       | 0 - 4 | 1 - 0 | 1 - 1 | 0 - 0 | 1 - 0 |
| C. S. Herediano    | 1 - 1 | 2 - 0 | 3 - 1 |       | 0 - 1 |       | 0 - 0 | 3 - 0 | 0 - 0 | 3 - 2 | 2 - 0 |       |
| Deportivo Saprissa |       | 6 - 1 | 1 - 0 |       | 1 - 2 | 0 - 0 |       | 3 - 0 | 1 - 1 |       | 1 - 0 | 3 - 1 |
| L. D. Alajuelense  | 3 - 1 |       | 2 - 0 | 2 - 1 | 1 - 0 |       |       |       | 1 - 1 | 1 - 1 |       | 1 - 1 |
| Liberia            | 1 - 2 | 2 - 1 | 2 - 0 | 0 - 1 |       | 1 - 1 | 1 - 3 |       |       |       | 0 - 1 | 0 - 4 |
| Pérez Zeledón      | 1 - 0 |       |       | 2 - 2 | 3 - 2 |       | 1 - 1 | 0 - 0 | 1 - 2 |       |       | 2 - 0 |
| Puntarenas F. C.   |       | 1 - 1 | 3 - 1 |       |       | 2 - 1 | 3 - 1 | 0 - 0 | 1 - 0 | 2 - 1 |       |       |
| Santos de Guápiles | 2 - 3 | 4 - 2 | 3 - 0 | 1 - 1 | 2 - 0 | 2 - 1 |       | 0 - 2 |       | 1 - 2 | 0 - 2 |       |

|  | Victoria del equipo local     |
|  | Empate                        |
|  | Victoria del equipo visitante |

### Fase final
|  | Cuartos de final                            | Cuartos de final                            | Cuartos de final                            | Cuartos de final                            |   |       | Semifinales                            | Semifinales                            | Semifinales                            | Semifinales                            |  |    | Final                                | Final                                | Final                                | Final                                |  |
|  | 25 de abril (ida) 28 / 29 de abril (vuelta) | 25 de abril (ida) 28 / 29 de abril (vuelta) | 25 de abril (ida) 28 / 29 de abril (vuelta) | 25 de abril (ida) 28 / 29 de abril (vuelta) |   |       | 2 de mayo (ida) 5 / 6 de mayo (vuelta) | 2 de mayo (ida) 5 / 6 de mayo (vuelta) | 2 de mayo (ida) 5 / 6 de mayo (vuelta) | 2 de mayo (ida) 5 / 6 de mayo (vuelta) |  |    | 10 de mayo (ida) 13 de mayo (vuelta) | 10 de mayo (ida) 13 de mayo (vuelta) | 10 de mayo (ida) 13 de mayo (vuelta) | 10 de mayo (ida) 13 de mayo (vuelta) |  |
|  |                                             |                                             |                                             |                                             |   |       |                                        |                                        |                                        |                                        |  |    |                                      |                                      |                                      |                                      |  |
|  |                                             |                                             |                                             |                                             |   |       |                                        |                                        |                                        |                                        |  |    |                                      |                                      |                                      |                                      |  |
|  | 1° A                                        | Deportivo Saprissa                          | 0                                           | 1                                           |   |       |                                        |                                        |                                        |                                        |  |    |                                      |                                      |                                      |                                      |  |
|  | 1° A                                        | Deportivo Saprissa                          | 0                                           | 1                                           |   |       |                                        |                                        |                                        |                                        |  |    |                                      |                                      |                                      |                                      |  |
|  | 4° B                                        | Brujas F. C.                                | 0                                           | 0                                           |   |       |                                        |                                        |                                        |                                        |  |    |                                      |                                      |                                      |                                      |  |
|  | 4° B                                        | Brujas F. C.                                | 0                                           | 0                                           |   | C1    | Deportivo Saprissa                     | 0                                      | 2 (4)                                  |                                        |  |    |                                      |                                      |                                      |                                      |  |
|  |                                             |                                             |                                             |                                             |   | C1    | Deportivo Saprissa                     | 0                                      | 2 (4)                                  |                                        |  |    |                                      |                                      |                                      |                                      |  |
|  |                                             |                                             | C2                                          | C. S. Herediano                             | 2 | 0 (2) |                                        |                                        |                                        |                                        |  |    |                                      |                                      |                                      |                                      |  |
|  | 2° B                                        | C. S. Cartaginés                            | C2                                          | C. S. Herediano                             | 2 | 0 (2) | 3                                      | 0                                      |                                        |                                        |  |    |                                      |                                      |                                      |                                      |  |
|  | 2° B                                        | C. S. Cartaginés                            |                                             |                                             |   |       |                                        |                                        |                                        |                                        |  |    |                                      |                                      |                                      |                                      |  |
|  | 3° A                                        | C. S. Herediano                             | 4                                           | 0                                           |   |       |                                        |                                        |                                        |                                        |  |    |                                      |                                      |                                      |                                      |  |
|  | 3° A                                        | C. S. Herediano                             | 4                                           | 0                                           |   |       |                                        |                                        |                                        |                                        |  | F1 | Deportivo Saprissa                   | 1                                    | 3                                    |                                      |  |
|  |                                             |                                             |                                             |                                             |   |       |                                        |                                        |                                        |                                        |  | F1 | Deportivo Saprissa                   | 1                                    | 3                                    |                                      |  |
|  |                                             |                                             | F2                                          | L. D. Alajuelense                           | 1 | 2     |                                        |                                        |                                        |                                        |  |    |                                      |                                      |                                      |                                      |  |
|  | 1° B                                        | L. D. Alajuelense                           | F2                                          | L. D. Alajuelense                           | 1 | 2     | 3                                      | 1                                      |                                        |                                        |  |    |                                      |                                      |                                      |                                      |  |
|  | 1° B                                        | L. D. Alajuelense                           |                                             |                                             |   |       |                                        |                                        |                                        |                                        |  |    |                                      |                                      |                                      |                                      |  |
|  | 4° A                                        | A. D. San Carlos                            | 0                                           | 0                                           |   |       |                                        |                                        |                                        |                                        |  |    |                                      |                                      |                                      |                                      |  |
|  | 4° A                                        | A. D. San Carlos                            | 0                                           | 0                                           |   | C3    | L. D. Alajuelense                      | 2                                      | 1                                      |                                        |  |    |                                      |                                      |                                      |                                      |  |
|  |                                             |                                             |                                             |                                             |   | C3    | L. D. Alajuelense                      | 2                                      | 1                                      |                                        |  |    |                                      |                                      |                                      |                                      |  |
|  |                                             |                                             | C4                                          | Puntarenas F. C.                            | 2 | 0     |                                        |                                        |                                        |                                        |  |    |                                      |                                      |                                      |                                      |  |
|  | 2° A                                        | Puntarenas F. C.                            | C4                                          | Puntarenas F. C.                            | 2 | 0     | 0                                      | 2                                      |                                        |                                        |  |    |                                      |                                      |                                      |                                      |  |
|  | 2° A                                        | Puntarenas F. C.                            |                                             |                                             |   |       |                                        |                                        |                                        |                                        |  |    |                                      |                                      |                                      |                                      |  |
|  | 3° B                                        | Pérez Zeledón                               | 0                                           | 0                                           |   |       |                                        |                                        |                                        |                                        |  |    |                                      |                                      |                                      |                                      |  |
|  | 3° B                                        | Pérez Zeledón                               | 0                                           | 0                                           |   |       |                                        |                                        |                                        |                                        |  |    |                                      |                                      |                                      |                                      |  |
|  |                                             |                                             |                                             |                                             |   |       |                                        |                                        |                                        |                                        |  |    |                                      |                                      |                                      |                                      |  |

### Cuartos de final

#### Saprissa - Brujas
| 25 de abril de 2007, 15:00 | Brujas F. C. | 0:0     | Deportivo Saprissa | Estadio Nacional, San José |                          |
|                            |              | Reporte |                    | Árbitro(s): Vinicio Mena   | Árbitro(s): Vinicio Mena |

| 28 de abril de 2007, 19:00 | Deportivo Saprissa | 1:0 (0:0) | Brujas F. C. | Estadio Ricardo Saprissa, Tibás, San José |                             |
|                            | - Try Benneth 52'  | Reporte   |              | Árbitro(s): Édgar Rodríguez               | Árbitro(s): Édgar Rodríguez |

#### Puntarenas - Pérez Zeledón
| 25 de abril de 2007, 19:00 | Pérez Zeledón | 0:0     | Puntarenas F. C. | Estadio Municipal, Pérez Zeledón, San José |                             |
|                            |               | Reporte |                  | Árbitro(s): Édgar Rodríguez                | Árbitro(s): Édgar Rodríguez |

| 29 de abril de 2007, 11:00 | Puntarenas F. C.                                       | 2:0 (1:0) | Pérez Zeledón | Estadio "Lito" Pérez, Puntarenas |                            |
|                            | - Roberto Wong 43' (Mario Camacho ) - Kurt Bernard 68' | Reporte   |               | Árbitro(s): Randall Poveda       | Árbitro(s): Randall Poveda |

#### Cartaginés - Herediano
| 25 de abril de 2007, 20:00 | C. S. Herediano | 4:3 (3:0) | C. S. Cartaginés                                                                                  | Estadio Rosabal Cordero, Heredia |                            |
|                            | - Marvin Angulo 9' (Josef Miso ) - Josef Miso 26' (Kenneth Vargas ) - Óscar Esteban Granados 33' (a.g.) - Júnior Díaz 51' (Josef Miso ) | Reporte   | - José Francisco Alfaro 65' (Esteban Bolaños ) 81' (pen.) - Esteban Bolaños 79' (Esteban Sirias ) | Árbitro(s): Wálter Quesada       | Árbitro(s): Wálter Quesada |

| 29 de abril de 2007, 16:00 | C. S. Cartaginés | 0:0     | C. S. Herediano | Estadio "Fello" Meza, Cartago |                            |
|                            |                  | Reporte |                 | Árbitro(s): Luis Rodríguez    | Árbitro(s): Luis Rodríguez |

#### Alajuelense - San Carlos
| 25 de abril de 2007, 20:50 | A. D. San Carlos | 0:3 (0:1) | L. D. Alajuelense                                         | Estadio Carlos Ugalde, San Carlos, Alajuela |                            |
|                            |                  | Reporte   | - Carlos Hernández 13' - Víctor Núñez 55' - Roy Myrie 76' | Árbitro(s): Luis Rodríguez                  | Árbitro(s): Luis Rodríguez |

| 29 de abril de 2007, 11:00 | L. D. Alajuelense      | 1:0 (1:0) | A. D. San Carlos | Estadio Morera Soto, Alajuela |                         |
|                            | - Carlos Hernández 30' | Reporte   |                  | Árbitro(s): Édgar Durán       | Árbitro(s): Édgar Durán |

### Semifinales

#### Saprissa - Herediano
| 2 de mayo de 2007, 20:00 | C. S. Herediano                                                          | 2:0 (0:0) | Deportivo Saprissa | Estadio Rosabal Cordero, Heredia |                               |
|                          | - Leandrinho 52' (Jafet Soto ) - Kenneth Vargas 79' (Christian Badilla ) | Reporte   |                    | Árbitro(s): Alexandro Jiménez    | Árbitro(s): Alexandro Jiménez |

| 5 de mayo de 2007, 19:00 | Deportivo Saprissa                                                                  | 2:0 (0:0) (4:2 p.)         | C. S. Herediano                                                         | Estadio Ricardo Saprissa, Tibás, San José |                            |
|                          | - Jairo Arrieta 88' (Alejandro Alpízar ) - Allan Alemán 90+3' (Walter Centeno )     | Reporte                    |                                                                         | Árbitro(s): Luis Rodríguez                | Árbitro(s): Luis Rodríguez |
|                          |                                                                                     | Tiros desde el punto penal |                                                                         |                                           |                            |
|                          | - Walter Centeno - Víctor Cordero - Alejandro Alpízar - Allan Alemán - Alonso Solís |                            | - Marvin Angulo - Josef Miso - Christian Badilla - Luis Daniel Vallejos |                                           |                            |

#### Alajuelense - Puntarenas
| 2 de mayo de 2007, 15:00 | Puntarenas F. C.                                              | 2:2 (1:2) | L. D. Alajuelense     | Estadio "Lito" Pérez, Puntarenas |                            |
|                          | - Kurt Bernard 33' (pen.) - Eduardo Gómez 84' (Kevin Sancho ) | Reporte   | - Víctor Núñez 3' 40' | Árbitro(s): Wálter Quesada       | Árbitro(s): Wálter Quesada |

| 6 de mayo de 2007, 11:00 | L. D. Alajuelense                      | 1:0 (1:0) | Puntarenas F. C. | Estadio Morera Soto, Alajuela |                            |
|                          | - Carlos Hernández 28' (Víctor Núñez ) | Reporte   |                  | Árbitro(s): Randall Poveda    | Árbitro(s): Randall Poveda |

### Final

#### Saprissa - Alajuelense
| 10 de mayo de 2007, 20:30 | L. D. Alajuelense                          | 1:1 (1:0) | Deportivo Saprissa                     | Estadio Morera Soto, Alajuela |                            |
|                           | - Carlos Hernández 42' (Christian Oviedo ) | Reporte   | - Víctor Cordero 88' (Walter Centeno ) | Árbitro(s): Wálter Quesada    | Árbitro(s): Wálter Quesada |

| 13 de mayo de 2007, 17:00 | Deportivo Saprissa                                                                                       | 3:2 (0:1) | L. D. Alajuelense                                                         | Estadio Ricardo Saprissa, Tibás, San José |                               |
|                           | - Christian Bolaños 60' (Allan Alemán ) - Gabriel Badilla 80' (Alejandro Alpízar ) 82' (Walter Centeno ) | Reporte   | - Pablo Herrera 13' (Víctor Núñez ) - Víctor Núñez 64' (Rolando Fonseca ) | Árbitro(s): Alexandro Jiménez             | Árbitro(s): Alexandro Jiménez |

#### Final - ida
| -     | POR   | Wardy Alfaro      |     |
|       | DEF   | Harold Wallace    |     |
|       | DEF   | Pablo Salazar     |     |
|       | DEF   | Michael Rodríguez |     |
|       | DEF   | Roy Myrie         |     |
|       | MED   | Pablo Herrera     |     |
|       | MED   | Christian Oviedo  |     |
|       | MED   | Pablo Gabas       | 65' |
|       | MED   | Carlos Hernández  | 69' |
|       | DEL   | Víctor Núñez      | 85' |
|       | DEL   | Rolando Fonseca   |     |
| D. T. | D. T. | Álvaro Solano     |     |

| -     | POR   | José Francisco Porras |     |
|       | DEF   | Víctor Cordero        |     |
|       | DEF   | Gabriel Badilla       |     |
|       | DEF   | Jervis Drummond       |     |
|       | DEF   | Try Benneth           |     |
|       | DEF   | Andrés Núñez          |     |
|       | MED   | José Luis López       |     |
|       | MED   | Walter Centeno        |     |
|       | MED   | Celso Borges          | 72' |
|       | DEL   | Alejandro Alpízar     | 59' |
|       | DEL   | Alonso Solís          | 79' |
| D. T. | D. T. | Jeaustin Campos       |     |

| - | Centrocampista | Ariel Rodríguez | 65' |
|   | Centrocampista | Yosimar Arias   | 69' |
|   | Delantero      | Marvin Calvo    | 85' |

| - | Delantero      | Jairo Arrieta     | 59' |
|   | Centrocampista | Christian Bolaños | 72' |
|   | Delantero      | Allan Alemán      | 79' |

| 42' | Carlos Hernández | 1:0 |

| 88' | Víctor Cordero | 1:1 |

| Principal  | Wálter Quesada |
| Asistentes | Leonel Leal    |
|            | Osvaldo Luna   |

| -     | POR   | Wardy Alfaro      |     |
|       | DEF   | Harold Wallace    |     |
|       | DEF   | Pablo Salazar     |     |
|       | DEF   | Michael Rodríguez |     |
|       | DEF   | Roy Myrie         |     |
|       | MED   | Pablo Herrera     |     |
|       | MED   | Christian Oviedo  |     |
|       | MED   | Pablo Gabas       | 65' |
|       | MED   | Carlos Hernández  | 69' |
|       | DEL   | Víctor Núñez      | 85' |
|       | DEL   | Rolando Fonseca   |     |
| D. T. | D. T. | Álvaro Solano     |     |

| -     | POR   | José Francisco Porras |     |
|       | DEF   | Víctor Cordero        |     |
|       | DEF   | Gabriel Badilla       |     |
|       | DEF   | Jervis Drummond       |     |
|       | DEF   | Try Benneth           |     |
|       | DEF   | Andrés Núñez          |     |
|       | MED   | José Luis López       |     |
|       | MED   | Walter Centeno        |     |
|       | MED   | Celso Borges          | 72' |
|       | DEL   | Alejandro Alpízar     | 59' |
|       | DEL   | Alonso Solís          | 79' |
| D. T. | D. T. | Jeaustin Campos       |     |

| - | Centrocampista | Ariel Rodríguez | 65' |
|   | Centrocampista | Yosimar Arias   | 69' |
|   | Delantero      | Marvin Calvo    | 85' |

| - | Delantero      | Jairo Arrieta     | 59' |
|   | Centrocampista | Christian Bolaños | 72' |
|   | Delantero      | Allan Alemán      | 79' |

| 42' | Carlos Hernández | 1:0 |

| 88' | Víctor Cordero | 1:1 |

| Principal  | Wálter Quesada |
| Asistentes | Leonel Leal    |
|            | Osvaldo Luna   |

| -     | POR   | Wardy Alfaro      |     |
|       | DEF   | Harold Wallace    |     |
|       | DEF   | Pablo Salazar     |     |
|       | DEF   | Michael Rodríguez |     |
|       | DEF   | Roy Myrie         |     |
|       | MED   | Pablo Herrera     |     |
|       | MED   | Christian Oviedo  |     |
|       | MED   | Pablo Gabas       | 65' |
|       | MED   | Carlos Hernández  | 69' |
|       | DEL   | Víctor Núñez      | 85' |
|       | DEL   | Rolando Fonseca   |     |
| D. T. | D. T. | Álvaro Solano     |     |

| -     | POR   | José Francisco Porras |     |
|       | DEF   | Víctor Cordero        |     |
|       | DEF   | Gabriel Badilla       |     |
|       | DEF   | Jervis Drummond       |     |
|       | DEF   | Try Benneth           |     |
|       | DEF   | Andrés Núñez          |     |
|       | MED   | José Luis López       |     |
|       | MED   | Walter Centeno        |     |
|       | MED   | Celso Borges          | 72' |
|       | DEL   | Alejandro Alpízar     | 59' |
|       | DEL   | Alonso Solís          | 79' |
| D. T. | D. T. | Jeaustin Campos       |     |

| - | Centrocampista | Ariel Rodríguez | 65' |
|   | Centrocampista | Yosimar Arias   | 69' |
|   | Delantero      | Marvin Calvo    | 85' |

| - | Delantero      | Jairo Arrieta     | 59' |
|   | Centrocampista | Christian Bolaños | 72' |
|   | Delantero      | Allan Alemán      | 79' |

| 42' | Carlos Hernández | 1:0 |

| 88' | Víctor Cordero | 1:1 |

| Principal  | Wálter Quesada |
| Asistentes | Leonel Leal    |
|            | Osvaldo Luna   |

| -     | POR   | Wardy Alfaro      |     |
|       | DEF   | Harold Wallace    |     |
|       | DEF   | Pablo Salazar     |     |
|       | DEF   | Michael Rodríguez |     |
|       | DEF   | Roy Myrie         |     |
|       | MED   | Pablo Herrera     |     |
|       | MED   | Christian Oviedo  |     |
|       | MED   | Pablo Gabas       | 65' |
|       | MED   | Carlos Hernández  | 69' |
|       | DEL   | Víctor Núñez      | 85' |
|       | DEL   | Rolando Fonseca   |     |
| D. T. | D. T. | Álvaro Solano     |     |

| -     | POR   | José Francisco Porras |     |
|       | DEF   | Víctor Cordero        |     |
|       | DEF   | Gabriel Badilla       |     |
|       | DEF   | Jervis Drummond       |     |
|       | DEF   | Try Benneth           |     |
|       | DEF   | Andrés Núñez          |     |
|       | MED   | José Luis López       |     |
|       | MED   | Walter Centeno        |     |
|       | MED   | Celso Borges          | 72' |
|       | DEL   | Alejandro Alpízar     | 59' |
|       | DEL   | Alonso Solís          | 79' |
| D. T. | D. T. | Jeaustin Campos       |     |

| - | Centrocampista | Ariel Rodríguez | 65' |
|   | Centrocampista | Yosimar Arias   | 69' |
|   | Delantero      | Marvin Calvo    | 85' |

| - | Delantero      | Jairo Arrieta     | 59' |
|   | Centrocampista | Christian Bolaños | 72' |
|   | Delantero      | Allan Alemán      | 79' |

| 42' | Carlos Hernández | 1:0 |

| 88' | Víctor Cordero | 1:1 |

| Principal  | Wálter Quesada |
| Asistentes | Leonel Leal    |
|            | Osvaldo Luna   |

#### Final - vuelta
| -     | POR   | José Francisco Porras |     |
|       | DEF   | Víctor Cordero        | 67' |
|       | DEF   | Gabriel Badilla       |     |
|       | DEF   | Jervis Drummond       |     |
|       | DEF   | Try Benneth           | 40' |
|       | DEF   | Andrés Núñez          |     |
|       | MED   | José Luis López       | 76' |
|       | MED   | Walter Centeno        |     |
|       | MED   | Christian Bolaños     |     |
|       | DEL   | Alejandro Alpízar     |     |
|       | DEL   | Alonso Solís          |     |
| D. T. | D. T. | Jeaustin Campos       |     |

| -     | POR   | Wardy Alfaro      |     |
|       | DEF   | Pablo Salazar     | 85' |
|       | DEF   | Michael Rodríguez |     |
|       | DEF   | Harold Wallace    |     |
|       | DEF   | Pablo Herrera     | 85' |
|       | DEF   | Roy Myrie         |     |
|       | MED   | Christian Oviedo  |     |
|       | MED   | Pablo Gabas       |     |
|       | MED   | Carlos Hernández  |     |
|       | DEL   | Víctor Núñez      |     |
|       | DEL   | Rolando Fonseca   |     |
| D. T. | D. T. | Álvaro Solano     |     |

| - | Delantero      | Allan Alemán  | 40' |
|   | Centrocampista | Pablo Brenes  | 67' |
|   | Delantero      | Jairo Arrieta | 76' |

| - | Centrocampista | Wilmer López  | 85' |
|   | Centrocampista | André Petroni | 85' |

| 60' · 80' · 82' | Christian Bolaños Gabriel Badilla | 1:1 2:2 3:2 |

| 13' · 64' | Pablo Herrera Víctor Núñez | 0:1 1:2 |

| 48' | Víctor Cordero |

| 9' · 28' | Christian Oviedo Michael Rodríguez |

| 7' | Alonso Solís |

| Principal  | Alexandro Jiménez |
| Asistentes | Édgar Otárola     |
|            | Edwin Medaglia    |

| -     | POR   | José Francisco Porras |     |
|       | DEF   | Víctor Cordero        | 67' |
|       | DEF   | Gabriel Badilla       |     |
|       | DEF   | Jervis Drummond       |     |
|       | DEF   | Try Benneth           | 40' |
|       | DEF   | Andrés Núñez          |     |
|       | MED   | José Luis López       | 76' |
|       | MED   | Walter Centeno        |     |
|       | MED   | Christian Bolaños     |     |
|       | DEL   | Alejandro Alpízar     |     |
|       | DEL   | Alonso Solís          |     |
| D. T. | D. T. | Jeaustin Campos       |     |

| -     | POR   | Wardy Alfaro      |     |
|       | DEF   | Pablo Salazar     | 85' |
|       | DEF   | Michael Rodríguez |     |
|       | DEF   | Harold Wallace    |     |
|       | DEF   | Pablo Herrera     | 85' |
|       | DEF   | Roy Myrie         |     |
|       | MED   | Christian Oviedo  |     |
|       | MED   | Pablo Gabas       |     |
|       | MED   | Carlos Hernández  |     |
|       | DEL   | Víctor Núñez      |     |
|       | DEL   | Rolando Fonseca   |     |
| D. T. | D. T. | Álvaro Solano     |     |

| - | Delantero      | Allan Alemán  | 40' |
|   | Centrocampista | Pablo Brenes  | 67' |
|   | Delantero      | Jairo Arrieta | 76' |

| - | Centrocampista | Wilmer López  | 85' |
|   | Centrocampista | André Petroni | 85' |

| 60' · 80' · 82' | Christian Bolaños Gabriel Badilla | 1:1 2:2 3:2 |

| 13' · 64' | Pablo Herrera Víctor Núñez | 0:1 1:2 |

| 48' | Víctor Cordero |

| 9' · 28' | Christian Oviedo Michael Rodríguez |

| 7' | Alonso Solís |

| Principal  | Alexandro Jiménez |
| Asistentes | Édgar Otárola     |
|            | Edwin Medaglia    |

| -     | POR   | José Francisco Porras |     |
|       | DEF   | Víctor Cordero        | 67' |
|       | DEF   | Gabriel Badilla       |     |
|       | DEF   | Jervis Drummond       |     |
|       | DEF   | Try Benneth           | 40' |
|       | DEF   | Andrés Núñez          |     |
|       | MED   | José Luis López       | 76' |
|       | MED   | Walter Centeno        |     |
|       | MED   | Christian Bolaños     |     |
|       | DEL   | Alejandro Alpízar     |     |
|       | DEL   | Alonso Solís          |     |
| D. T. | D. T. | Jeaustin Campos       |     |

| -     | POR   | Wardy Alfaro      |     |
|       | DEF   | Pablo Salazar     | 85' |
|       | DEF   | Michael Rodríguez |     |
|       | DEF   | Harold Wallace    |     |
|       | DEF   | Pablo Herrera     | 85' |
|       | DEF   | Roy Myrie         |     |
|       | MED   | Christian Oviedo  |     |
|       | MED   | Pablo Gabas       |     |
|       | MED   | Carlos Hernández  |     |
|       | DEL   | Víctor Núñez      |     |
|       | DEL   | Rolando Fonseca   |     |
| D. T. | D. T. | Álvaro Solano     |     |

| - | Delantero      | Allan Alemán  | 40' |
|   | Centrocampista | Pablo Brenes  | 67' |
|   | Delantero      | Jairo Arrieta | 76' |

| - | Centrocampista | Wilmer López  | 85' |
|   | Centrocampista | André Petroni | 85' |

| 60' · 80' · 82' | Christian Bolaños Gabriel Badilla | 1:1 2:2 3:2 |

| 13' · 64' | Pablo Herrera Víctor Núñez | 0:1 1:2 |

| 48' | Víctor Cordero |

| 9' · 28' | Christian Oviedo Michael Rodríguez |

| 7' | Alonso Solís |

| Principal  | Alexandro Jiménez |
| Asistentes | Édgar Otárola     |
|            | Edwin Medaglia    |

| -     | POR   | José Francisco Porras |     |
|       | DEF   | Víctor Cordero        | 67' |
|       | DEF   | Gabriel Badilla       |     |
|       | DEF   | Jervis Drummond       |     |
|       | DEF   | Try Benneth           | 40' |
|       | DEF   | Andrés Núñez          |     |
|       | MED   | José Luis López       | 76' |
|       | MED   | Walter Centeno        |     |
|       | MED   | Christian Bolaños     |     |
|       | DEL   | Alejandro Alpízar     |     |
|       | DEL   | Alonso Solís          |     |
| D. T. | D. T. | Jeaustin Campos       |     |

| -     | POR   | Wardy Alfaro      |     |
|       | DEF   | Pablo Salazar     | 85' |
|       | DEF   | Michael Rodríguez |     |
|       | DEF   | Harold Wallace    |     |
|       | DEF   | Pablo Herrera     | 85' |
|       | DEF   | Roy Myrie         |     |
|       | MED   | Christian Oviedo  |     |
|       | MED   | Pablo Gabas       |     |
|       | MED   | Carlos Hernández  |     |
|       | DEL   | Víctor Núñez      |     |
|       | DEL   | Rolando Fonseca   |     |
| D. T. | D. T. | Álvaro Solano     |     |

| - | Delantero      | Allan Alemán  | 40' |
|   | Centrocampista | Pablo Brenes  | 67' |
|   | Delantero      | Jairo Arrieta | 76' |

| - | Centrocampista | Wilmer López  | 85' |
|   | Centrocampista | André Petroni | 85' |

| 60' · 80' · 82' | Christian Bolaños Gabriel Badilla | 1:1 2:2 3:2 |

| 13' · 64' | Pablo Herrera Víctor Núñez | 0:1 1:2 |

| 48' | Víctor Cordero |

| 9' · 28' | Christian Oviedo Michael Rodríguez |

| 7' | Alonso Solís |

| Principal  | Alexandro Jiménez |
| Asistentes | Édgar Otárola     |
|            | Edwin Medaglia    |

|                            |
| Campeón Deportivo Saprissa |
| 25° título                 |

## Estadísticas

### Tabla de goleadores
Lista con los máximos anotadores de la temporada.
| Pos. | Jugador            | Equipo             | Goles |
| ---- | ------------------ | ------------------ | ----- |
| 1.º  | Alonso Solís       | Deportivo Saprissa | 16    |
| 2.º  | Rolando Fonseca    | L. D. Alajuelense  | 14    |
| 2.º  | Leandrinho         | C. S. Herediano    | 14    |
| 2.º  | Kurt Bernard       | Puntarenas F. C.   | 14    |
| 5.º  | Athim Rooper       | Brujas F. C.       | 12    |
| 5.º  | Alejandro Sequeira | A. D. Carmelita    | 12    |
| 5.º  | Luis Lara          | Pérez Zeledón      | 12    |
| 5.º  | Víctor Núñez       | L. D. Alajuelense  | 12    |
| 9.º  | Alejandro Alpízar  | Deportivo Saprissa | 11    |
| 9.º  | Carlos Hernández   | L. D. Alajuelense  | 11    |
| 11.º | Jorge Barbosa      | Puntarenas F. C.   | 10    |
| 11.º | Andy Furtado       | A. D. San Carlos   | 10    |
| 13.º | Allan Alemán       | Deportivo Saprissa | 8     |
| 13.º | Windell Gabriel    | Pérez Zeledón      | 8     |
| 13.º | Marvin Chinchilla  | Santos de Guápiles | 8     |
| 13.º | Ricardo Steer      | Brujas F. C.       | 8     |
| 17.º | Milton Cortés      | A. D. Santacruceña | 7     |
| 17.º | Mario Camacho      | Puntarenas F. C.   | 7     |
| 17.º | Esteban Bolaños    | C. S. Cartaginés   | 7     |
| 17.º | Randy Cubero       | Liberia            | 7     |
| 17.º | Gabriel Badilla    | Deportivo Saprissa | 7     |

### Tabla de asistentes
Lista con los máximos asistentes de la temporada.
| Pos. | Jugador               | Equipo             | Asistencias |
| ---- | --------------------- | ------------------ | ----------- |
| 1.º  | Carlos Hernández      | L. D. Alajuelense  | 19          |
| 2.º  | Alejandro Alpízar     | Deportivo Saprissa | 13          |
| 3.º  | Mario Víquez          | Puntarenas F. C.   | 12          |
| 3.º  | Allan Alemán          | Deportivo Saprissa | 12          |
| 5.º  | Kenneth Vargas        | C. S. Herediano    | 11          |
| 6.º  | Walter Centeno        | Deportivo Saprissa | 10          |
| 7.º  | William Sunsing       | Brujas F. C.       | 9           |
| 8.º  | Tirso Guío            | Pérez Zeledón      | 8           |
| 9.º  | Luis Lara             | Pérez Zeledón      | 7           |
| 9.º  | Alonso Solís          | Deportivo Saprissa | 7           |
| 9.º  | Alejandro Sequeira    | A. D. Carmelita    | 7           |
| 9.º  | Andy Furtado          | A. D. San Carlos   | 7           |
| 9.º  | Rolando Fonseca       | L. D. Alajuelense  | 7           |
| 9.º  | Víctor Núñez          | L. D. Alajuelense  | 7           |
| 15.º | Yosimar Arias         | L. D. Alajuelense  | 6           |
| 15.º | Esteban Sirias        | C. S. Cartaginés   | 6           |
| 15.º | Enoc Pérez            | C. S. Cartaginés   | 6           |
| 15.º | José Francisco Alfaro | C. S. Cartaginés   | 6           |
| 15.º | Athim Rooper          | Brujas F. C.       | 6           |
| 15.º | Daniel Jiménez        | A. D. Carmelita    | 6           |
| 15.º | Leandrinho            | C. S. Herediano    | 6           |